# Władcy przygód. Stąd do Oblivio
Władcy przygód. Stąd do Oblivio – polski przygodowy film familijny z 2019 roku w reżyserii Tomasza Szafrańskiego.
Zdjęcia do filmu zrealizowano: w Poznaniu (Cytadela Poznańska, hale przemysłowe HCP), Rzeszowie (Rynek w Rzeszowie), Krakowie (Dom Gościnny Uniwersytetu Jagiellońskiego w Przegorzałach), Bożkowie (pałac), we Wrocławiu (hale zdjęciowe w CeTA), Białymstoku, Krynkach, Markach, Milanówku i Warszawie. Zdjęcia trwały od 1 sierpnia do 18 listopada 2017.
Kompozytorem filmu jest Fred Emory Smith, a orkiestratorem i dyrygentem Carl Rydlund. Muzykę nagrano w Pradze w studio nagraniowym Český rozhlas. Film zawiera piosenkę w wykonaniu Janusza Panasewicza ("To Rock'n'Roll), która pojawia się na napisach końcowych filmu.
Tytuł filmu w wersji międzynarodowej to "Rock'n'Roll Eddie", tak samo brzmiał tytuł roboczy filmu. Premiera filmu odbyła się 21 marca 2019 w Multikinie Złote Tarasy.
Dnia 1 października 2019 miała miejsce premiera filmu na platformie Netflix.

## Opis fabuły
Film opisuje losy Franka (Szymon Radzimierski) – dwunastoletniego małego wynalazcy wychowywanego samotnie przez Mamę (Alicja Dąbrowska), który spotyka rówieśniczkę Izkę (Weronika Kaczmarczyk). Zaprzyjaźniają się oni ze sobą, a w wyniku nieudanego eksperymentu naukowego z lotnią przez przypadek przebijają dziurę do innego wymiaru – tajemniczej krainy zapomnianych piosenek zwanej Oblivio. W ten sposób, przez przypadek sprowadzają do naszego świata rockendrolowca Eddiego (Maciej Makowski), który wprowadza zamieszanie w poukładanym życiu Franka.
Wkrótce okazuje się, że Eddie jest ścigany przez bezwzględnych Łowców Głów – Oriana (Piotr Kaźmierczak) i Gorgha (Łukasz Wójcik), którzy zostali wysłani przez Sędziego Kripsa (Łukasz Matecki), by ukarać Eddiego za jego ucieczkę z Oblivio.
Dwójka dzieciaków musi szybko znaleźć sposób jak uratować rockendrolowca. Jedynym ratunkiem jest wysłanie go z naszego świata z powrotem do Oblivio, co uczynić można jedynie za pomocą gramofonu znajdującego się w tajnym archiwum pułkownika Lewickiego (Janusz Andrzejewski).

## Obsada
Źródło: Filmweb
- Maciej Makowski jako Eddie
- Szymon Radzimierski jako Franek
- Weronika Kaczmarczyk jako Izka
- Mikołaj Grabowski jako Szaucer
- Alicja Dąbrowska jako Klaudia – Mama Franka
- Łukasz Matecki jako Sędzia Krips / Ryszard
- Kamila Bujalska jako Viola – siostra Izki
- Piotr Janusz jako Bonzo – kolega Franka
- Piotr Kaźmierczak jako Orian
- Łukasz Wójcik jako Gorgh
- Andrzej Grabowski jako Prezydent Miasta
- Witold Szulc jako Szef Ochrony Pacyna
- Waldemar Szczepaniak jako Zastępca Szefa Ochrony

## Nagrody i wyróżnienia
- Festiwal Filmów dla Dzieci i Młodzieży "KinoLub" – Rzeszów 2019:
  - Nagroda Jury Dziecięcego
  - Wyróżnienie Jury Profesjonalistów

- Burbank International Film Festival – Burbank, Kalifornia, USA 2019:
  - Nagroda za najlepszą muzykę dla Fred Emory Smith
- Międzynarodowy Festiwal Fantastyki Filmowej "Cinefantasy" – São Paulo, Brazylia 2019:
  - Nagroda za najlepszą reżyserię dla Tomasz Szafrański
  - Nagroda za najlepszą rolę kobiecą dla Weroniki Kaczmarczyk